# ماثيو راندال
ماثيو راندال (بالإنجليزية: Matthew Randall) هو دراج نيوزيلندي، ولد في 24 أبريل 1978 في إنفركارجل في نيوزيلندا.

## وصلات خارجية
- ماثيو راندال على موقع أوليمبيديا (الإنجليزية)
- ماثيو راندال على موقع اتحاد ألعاب الكومنولث (مؤرشف) (الإنجليزية)